# Luis Soto Valverde
Luis Soto Valverde, nascut el 14 de desembre de 1919 a San Fernando (provincia de Cadis) i mort el 19 de novembre de 1983 a Cadis es un futbolista andalus dels anys 1940 i 1950 que jugava a la defensa.

## Trajectòria
Juga de 1939 a 1941 amb el Cadis CF. De 1941 a 1944, juga a les files del Sevilla FC, on romangué durant tres temporades amb set partits de lliga disputats. El 1944 és fitxat pel FC Barcelona. És cedit al Gimnàstic de Tarragona per la temporada 1944-1945.
Juga la temporada 1945-1946 amb el FC Barcelona. Debuta en partit oficial amb el Barça el 14 d'octubre 1945 contra l'Athletic Club a la cinquena jornada de la lliga espanyola (derrota 0-6). Va ser el seu unic partit oficial amb el Barça encara que va jugar també 66 partits no oficials amb el club blaugrana.
A continuació jugà quatre temporades a l'Hèrcules CF, on jugà 41 partits a Segona Divisió.
El 3 de setembre de 1944 disputà un partit en homenatge a l'extrem blanc-i-blau Tin Bosch amb la selecció de Catalunya.